# 마닝
마닝(중국어 간체자: 马宁, 정체자: 馬寧, 병음: Qín Liàng, 1979년 6월 20일~)은 중화인민공화국의 축구 심판이다. 2003년에 선양 체육 학원 체육교육과를 졸업했고 우시 직업 기술 학원에서 교사로 근무했다. 2010년부터 중국 슈퍼리그의 심판을 맡고 있으며 2011년부터는 국제축구연맹(FIFA) 주관 대회의 심판을 맡고 있다. 2019년 2월 23일에는 중국 축구 협회로부터 프로 심판으로 임명되었다.

## 심판 경력

### FIFA U-17 월드컵
2019년 FIFA U-17 월드컵
- 2019년 10월 26일:  뉴질랜드 -  앙골라 (A조)
- 2019년 11월 1일:  헝가리 -  에콰도르 (E조)

### AFC 아시안컵
2019년 AFC 아시안컵
- 2019년 1월 9일:  카타르 -  레바논 (E조)